# اچ‌ام‌اس بلیک (۱۸۰۸)
اچ‌ام‌اس بلیک (۱۸۰۸) (به انگلیسی: HMS Blake (1808)) یک کشتی بود که طول آن ۱۸۰ فوت (۵۴٫۹ متر) بود. این کشتی در سال ۱۸۰۸ ساخته شد.